# Dalmannia
Genre
Synonymes
- Stachynia Macquart, 1834

Dalmannia est un genre d'insectes diptères brachycères de la famille des Conopidae. Les adultes se nourrissent de nectar. Le comportement d'une grande partie de ces espèces est inconnu ; pour celles dont il a été étudié, la larve est obligatoirement endoparasite d'autres insectes, en particulier les hymenoptère pollinisateurs et parmi eux, les bourdons ou des Halictes. L'espèce-type du genre est Dalmannia punctata.
Les espèces du genre Dalmania se rencontrent sur l'ensemble de l'Hémisphère Nord ; six au sein de l'Écozone néarctique, quatre à l'Ouest de la zone paléarctique dont l'Europe et deux à l'Est de cette même zone.

## Ensemble des espèces

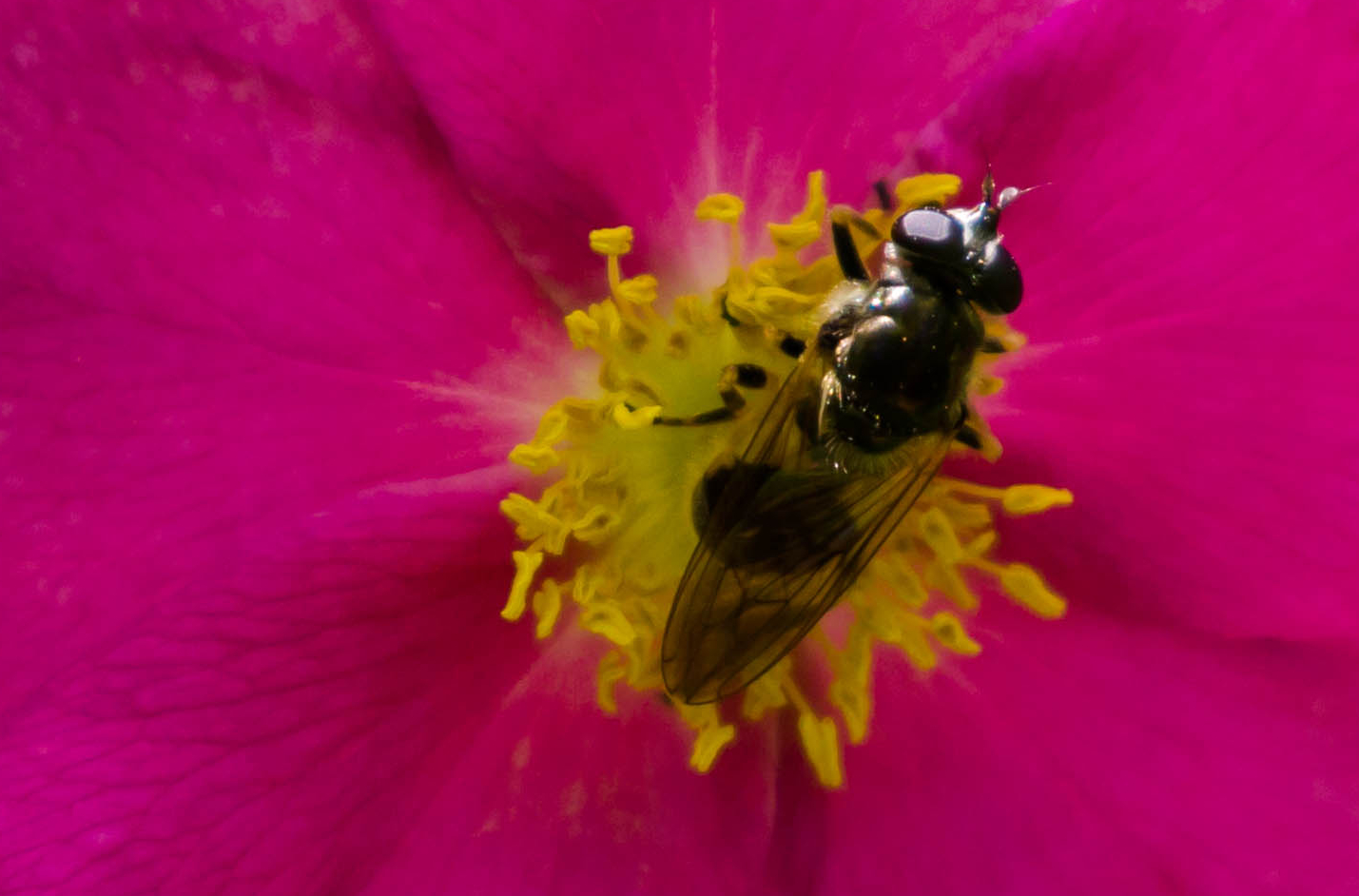
Dalmannia vitiosa, espèce Nord américaine

Selon Jens-Hermann Stuke et Fauna Europaea (7 mars 2019):
- Dalmannia aculeata, Ouest Paléarctique
- Dalmannia affinis, Est Paléarctique
- Dalmannia blaisdelli, Néarctique
- Dalmannia dorsalis, Ouest Paléarctique
- Dalmannia heterotricha, Californie (USA)
- Dalmannia marginata, Ouest Paléarctique
- Dalmannia nigriceps, Néarctique
- Dalmannia pacifica, Néarctique
- Dalmannia picta, Néarctique
- Dalmannia punctata, Ouest Paléarctique
- Dalmannia signata, Est Paléarctique
- Dalmannia vitiosa, Néarctique

Dalmannia confusa, souvent citée, est considérée comme synonyme de Dalmannia dorsalis.

Les espèces européennes
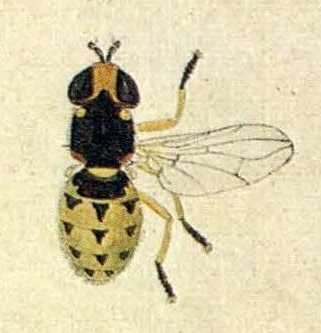
Dalmannia punctata espèce-type du genre.
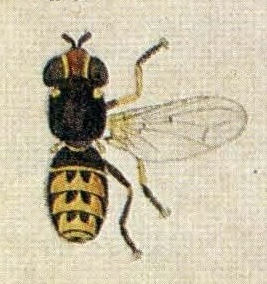
Dalmannia dorsalis
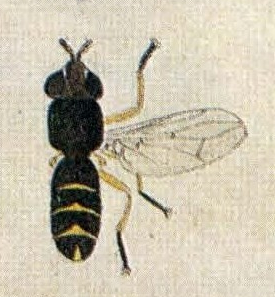
Dalmannia marginata
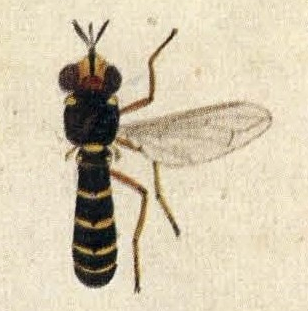
Dalmannia aculeata